# قلقل (غوغر)
قلقل (بالفارسية: قلقل) هي مستوطنة تقع في إيران في قسم غوغر الريفي.